# Bolitoglossa flavimembris
Bolitoglossa flavimembris är en groddjursart som först beskrevs av Schmidt 1936.  Bolitoglossa flavimembris ingår i släktet Bolitoglossa och familjen lunglösa salamandrar. IUCN kategoriserar arten globalt som starkt hotad. Inga underarter finns listade.